# Oskar Steinhaus
Oskar Steinhaus (* 22. Juni 1899; † 21. September 1975) war ein deutscher Tischtennisorganisator und -trainer. Insbesondere nach dem Zweiten Weltkrieg betrieb er maßgeblich den Wiederaufbau des Spielbetriebes in Berlin. Von 1948 bis 1961 war er Erster Vorsitzender beim Deutschen Sportausschuss in der Sparte „Tischtennis“. Er galt „vor und nach dem Kriege [als] maßgeblicher Organisator des TT-Sports in Berlin“ und wurde oft als „Tischtennisprofessor“ oder auch als „Vater des Berliner Tischtennissports“ bezeichnet.

## Werdegang
Oskar Steinhaus zog sich im 1. Weltkrieg ein schweres Rheumaleiden zu. Daran litt er zeit seines Lebens. Es hinderte ihn daran, aktiv leistungssportmäßig Tischtennis zu betreiben, es sind keine Teilnahmen an Turnieren bekannt. Umso mehr verschrieb er sich der Förderung des Tischtennis-Sports.
1926 gründete er den Verein TTC Tivoli Heiligensee, von dem nach dm 2. Weltkrieg viele Aktive zum Verein TTC Blau-Gold Berlin wechselten. Hier wirkte er auch als Trainer. Später unterstützte er den Verein TSV Wittenau, seinerzeit eine der stärksten deutschen Mannschaften. Er organisierte Turniere und führte hier Zähltafeln und Startnummern ein. 1936 wurde ihm die Führung der Spielerkartei im Gau Brandenburg übertragen, ab 1937 war er Kreissportwart für Berlin.
In der Nachkriegszeit engagierte sich Steinhaus für die Wiederaufnahme eines geregelten Sportbetriebes in Berlin. 1945 wurde er 1. Vorsitzender der Sparte Tischtennis im Deutschen Sportausschuss Groß-Berlin (= Ostberlin). Nach der Gründung des Berliner Tischtennisverbandes 1949 kümmerte er sich zusammen mit Erwin Müller intensiv um die Berliner Meisterschaften, die bis 1957 als Gesamtberliner Meisterschaften durchgeführt wurden.
1964 rief Steinhaus zusammen mit Rainer Lotsch das „Turnier der Tausend“ (TTT) ins Leben. Diese sollte Anfängern Spielpraxis ermöglichen, es wird bis heute (2023) jährlich durchgeführt und kann als Vorläufer der mini-Meisterschaften angesehen werden.
Oskar Steinhaus war verheiratet und hatte eine Tochter (* 1940). 1975 starb er. Er wurde in Berlin-Oberschöneweide beerdigt.

## Ehrungen
- 1955: Silberne Ehrennadel der Demokratischen Sportbewegung
- 1959: Goldenen Ehrennadel des DTSB (Deutscher Turn- und Sportbund)
- 1964: Goldene Ehrennadel des DTTV